# Тинта Барока
Тинта Барока (на португалски: Tinta Barroca) е червен винен сорт грозде, с произход от Португалия. Освен в Португалия, където заема площи от около 7200 ха, насаждения има и в ЮАР (491 ха).
Синоними: Boca de Mina, Tinta das Baroccas, Tinta Grossa, Tinta Gorda, Tinta Vigaria.
Ранно зреещ сорт. Лозите имат силен растеж и дават високи добиви. Благодарение на ранното зреене дава добри резултати и в по северните райони на Португалия, като предпочита терени със северно изложение.
Гроздът е голям, средно плътен или рехав. Зърната са средни, темно-виолетови, с тънка кожица.
Гроздето има много добро захарно съдържание, което позволява да се получат вина с високо алкохолно съдържание – до 14% спирта, при невисока киселинност – pH 3,7. Сортовите вина са леки, силно алкохолни, с продължителен плодов послевкус на малина, вишна и черница. В Португалия Тинта Барока съставлява важна част от купажа за червените вина „Порто“ произвеждани в долината на река Дуро, заедно със сортовете Тинта Рориз, Турига Насионал, Турига Франка и Тинта Као.